# Séisme de 2010 à Pichilemu
Le séisme de 2010 à Pichilemu (espagnol : Terremoto de Pichilemu de 2010) est un séisme qui s'est produit le 11 mars 2010, à 11 h 39 heure locale, au Chili. Selon le service géologique de l'Université du Chili, son épicentre était situé à 15 kilomètres au nord-ouest de Pichilemu, la capitale de la Province de Cardenal Caro, dans la Région d'O'Higgins.
Le tremblement de terre a été causé par une activité sismique régionale accrue, résultant d'un précédent séisme, qui s'est produit en mer quelques jours plus tôt (le 27 février) près de la région du Maule. Bien qu'il s'agissait d'un séisme en mer, il a été tout de même ressenti par la population au centre du Chili. Le tremblement de terre du 11 mars semblait être à première vue une réplique de celui du 27 février, mais l'Université de sismologie du Chili l'a identifié comme étant « un séisme indépendant ». Le PTWC (Pacific Tsunami Warning Center), basé à Hawaii, a fait remarquer l'éventuelle possibilité, que des tsunamis locaux à moins de 100 kilomètres de l'épicentre surviennent. Mais seules quelques petites vagues ont été vues sur la côte de Pichilemu. Le bilan humain compte une victime. Au moins 11 répliques ont directement suivi le séisme, semant la panique dans les villes côtières, entre la région de Coquimbo et Los Lagos.
En 2002, la ville de Pichilemu comptait 12 392 habitants. La ville renferme 5 monuments nationaux du Chili, dont le parc Agustín Ross, et le centre culturel Agustín Ross, qui ont été sérieusement endommagés par le séisme. Le tourisme est en effet la principale activité de la ville. Plusieurs compétitions de surf s'y déroulent chaque année, notamment sur plage de Punta de Lobos, située à 6 kilomètres au sud de Pichilemu, qui selon le Fodor's est considérée comme étant le meilleur spot d'Amérique du Sud où l'on peut surfer toute l'année.

## Géologie

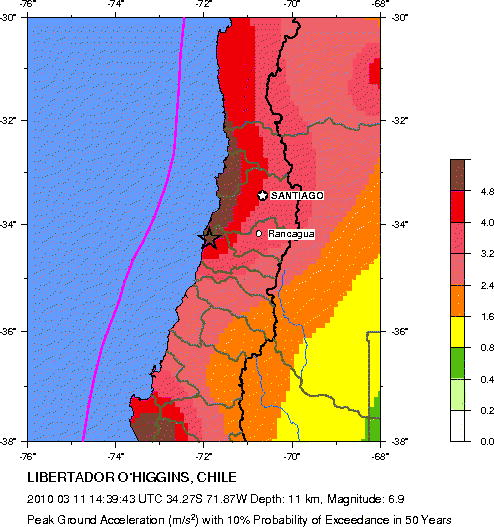
Risque sismique près de l'épicentre du tremblement de terre.

Le séisme du 11 mars 2010, de magnitude 6.9, faisait partie d'une série de tremblements de terre et de répliques, au centre et au sud du Chili. Il a en effet suivi le séisme de magnitude 8.8, qui s'est produit deux semaines plus tôt en mer, près de la région du Maule. Les médias présentaient ce tremblement de terre comme une réplique de celui de février deux semaines plus tôt,, tandis qu'un rapport géologique préliminaire, émanant de l'Institut d'études géologiques des États-Unis (USGS) le considérait comme étant "un séisme indépendant", ce qui fut également la conclusion de sismologue chilien Jaime Campos, à l'Université du Chili,.
D'après l'Institut d'études géologiques des États-Unis (USGS), le séisme a eu lieu dans la région frontalière des plaques tectoniques, entre Nazca et la plaque sud-américaine, autrement dit, dans la région du séisme en mer du 27 février.